# 2213 Meeus
2213 Meeus eller 1935 SO1 är en asteroid i huvudbältet som upptäcktes 24 september 1935 av den belgiske astronomen Eugène Joseph Delporte i Uccle. Det har fått sitt namn efter den belgiske meteorologen och astronomen, Jean Meeus.
Asteroiden har en diameter på ungefär 4 kilometer.